# Lotus 49B
Chronologie des modèles (1968-1969-1970)
Lotus 49 Lotus 63
La Lotus 49B est une Formule 1 de l'écurie Team Lotus, conçue par Colin Chapman et Maurice Philippe qui a couru de 1967 à 1970. Elle possède un moteur porteur (elle n'est constituée que d'une demi-coque avant, le moteur Cosworth DFV servant de structure portante à l'arrière). Aux mains de Graham Hill, elle est championne du monde (titres constructeur et pilote) en 1968.
Apparue en 1968, elle diffère de la version précédente par sa suspension arrière modifiée mais surtout par ses ailerons et sa couleur. Le changement de la couleur de la voiture n'est pas un simple détail car il intervient avec l'apparition du premier commanditaire de la F1, le cigarettier Gold Leaf. Les monoplaces du désormais Gold Leaf Team Lotus reçoivent une livrée rouge et or et abandonnent définitivement la couleur verte jusqu'alors dédiée aux monoplaces britanniques.

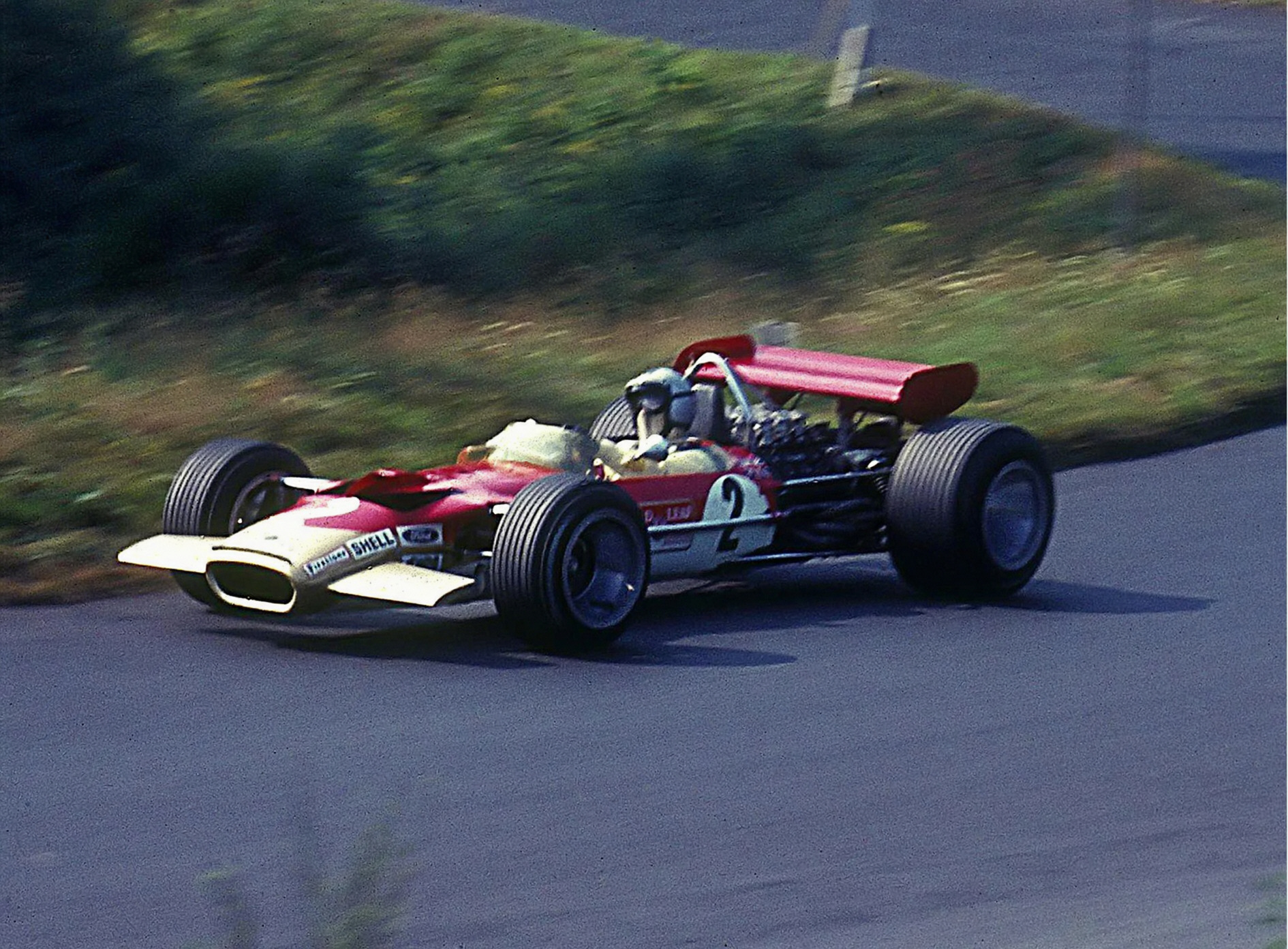
Jochen Rindt sur Lotus 49B au GP d'Allemagne en 1969.

Les ailerons avant et arrière font aussi leur apparition en Formule 1 et la 49B est équipée d'une moustache à l'avant et d'une aile placée en hauteur à l'arrière. Cette aile, qui s'appuie directement sur les porte-moyeux arrière, est par la suite équipée d'un dispositif permettant d'annuler son incidence dans les lignes droites.
Cette version permet à l'écurie et à Graham Hill de remporter les deux titres lors du championnat 1968. Les tailles démesurées des ailerons, ainsi que leur montage (par deux simples pylônes), seront la cause des accidents des deux monoplaces Lotus sur le circuit Espagnol de Montjuich, qui laissera Jochen Rindt blessé au visage. Les ailerons seront par la suite modifiés pour être fixés directement sur la partie arrière des Lotus.